# Dušan Cvetković
Dušan Cvetković (ur. w 1924) – serbski piłkarz występujący na pozycji bramkarza.

## Kariera klubowa
W swojej karierze Cvetković występował w zespole OFK Beograd. Dwukrotnie wywalczył z nim Puchar Jugosławii (1953, 1955), a także raz wicemistrzostwo Jugosławii (1955).

## Kariera reprezentacyjna
W 1952 roku Cvetković zdobył srebrny medal na Letnich Igrzyskach Olimpijskich. W reprezentacji Jugosławii nie rozegrał żadnego spotkania.